# 電子情報通信学会
一般社団法人電子情報通信学会（でんしじょうほうつうしんがっかい、英: The Institute of Electronics, Information and Communication Engineers）は、電子・情報・通信の三分野を取り扱っている学会である。略称は IEICE。
日本学術会議協力学術研究団体。事務局を東京タワー近くの機械振興会館内に置いている。

## 概要
1911年（明治44年）、逓信省電気試験所第2部に第2部研究会が誕生したのが始まりである。その後、電信電話研究会（1914年）、電信電話学会（1917年）、電気通信学会（1937年）、電子通信学会（1967年）を経て、1987年に電子情報通信学会となった。
会員数は、名誉員を含む正員18,567名、学生員3,533名、ジュニア会員641名、購読会員278組織、維持員163組織であり（2025年3月末現在）、大規模な学会である。
電子情報通信学会は、電気学会、情報処理学会、照明学会、応用物理学会および映像情報メディア学会とともに電気系6学会の1つで、イベントなどの参加費等の会員待遇などに関し、相互に会員に準ずるような設定等がある場合などがある。
電子情報通信学会は、本会の論文誌や研究会などの論文を検索できる文献検索システム IEICE knowledge Discovery (I-Scover)を提供している．

## 機関誌
毎月、「電子情報通信学会誌」を発行し、会員に送付する。
更に、「Fundamentals Review」、「通信ソサイエティマガジンB-Plus」、「情報・システムソサイエティ誌」、「電子情報通信学会論文誌」、「IEICE Transactions」、「NOLTA」、「ComEx」、「ELEX」を発行する。

## 学術講演会

### 総合大会
毎年、３月に４日間に渡って、総合大会を開催する。
- 2022年3月15日から3月18日にオンライン開催される[3]。

### ソサイエティ大会
毎年、９月に４日間に渡って、ソサイエティ大会を開催する。

## 歴代会長
1. 利根川守三郎（1917年5月 - 1918年12月）
2. 浦田周次郎（1919年1月 - 1919年10月）
3. 青山忠治（1919年10月 - 1920年12月）
4. 稲田三之助（1921年1月 - 1922年12月）
5. 鳥潟右一（1923年1月 - 1923年6月）
6. 高田善彦（1923年6月 - 1924年12月）
7. 米沢与三七（1925年1月 - 1927年2月）
8. 高津清（1927年2月 - 1929年1月）
9. 西脇吉久（1929年1月 - 1931年2月）
10. 大畑源一郎（1931年2月 - 1933年1月）
11. 初見五郎（1933年1月 - 1935年1月）
12. 秋山武三郎（1935年1月 - 1936年1月）
13. 中山竜次（1936年1月 - 1937年1月）
14. 八木秀次（1937年1月 - 1938年1月）
15. 梶井剛（1938年1月 - 1939年4月）
16. 抜山平一（1939年4月 - 1940年4月）
17. 横山英太郎（1940年4月 - 1941年4月）
18. 荒川大太郎（1941年4月 - 1942年4月）
19. 丹羽保次郎（1942年4月 - 1943年4月）
20. 山本勇（1943年4月 - 1944年4月）
21. 大橋幹一（1944年4月 - 1945年6月）
22. 星合正治（1945年6月 - 1946年5月）
23. 黒川兼三郎（1946年5月 - 1947年5月）
24. 古賀逸策（1947年5月 - 1948年5月）
25. 浜田成徳（1948年5月 - 1949年5月）
26. 篠原登（1949年5月 - 1950年5月）
27. 林一郎（1950年5月 - 1951年5月）
28. 綱島毅（1951年5月 - 1952年5月）
29. 池田敬三（1952年5月 - 1953年5月）
30. 小松繁（1953年5月 - 1954年5月）
31. 中尾徹夫（1954年5月 - 1955年5月）
32. 溝上銈（1955年5月 - 1956年5月）
33. 阪本捷房（1956年5月 - 1957年5月）
34. 加藤信義（1957年5月 - 1958年5月）
35. 石川武二（1958年5月 - 1959年5月）
36. 永井健三（1959年5月 - 1960年5月）
37. 米沢滋（1960年5月 - 1961年5月）
38. 広田友義（1961年5月 - 1962年5月）
39. 尾見半左右（1962年5月 - 1963年5月）
40. 高木昇（1963年5月 - 1964年5月）
41. 小林宏治（1964年5月 - 1965年5月）
42. 熊谷三郎（1965年5月 - 1966年5月）
43. 佐々木卓夫（1966年5月 - 1967年5月）
44. 前田憲一（1967年5月 - 1968年5月）
45. 黒川廣二（1968年5月 - 1969年5月）
46. 川上正光（1969年5月 - 1970年5月）
47. 清宮博（1970年5月 - 1971年5月）
48. 岡村総吾（1971年5月 - 1972年5月）
49. 庄司茂樹（1972年5月 - 1973年5月）
50. 新川浩（1973年5月 - 1974年5月）
51. 尾佐竹徇（1974年5月 - 1975年5月）
52. 北原安定（1975年5月 - 1976年5月）
53. 小島哲（1976年5月 - 1977年5月）
54. 大島信太郎（1977年5月 - 1978年5月）
55. 緒方研二（1978年5月 - 1979年5月）
56. 斎藤成文（1979年5月 - 1980年5月）
57. 小口文一（1980年5月 - 1981年5月）
58. 平山博（1981年5月 - 1982年5月）
59. 瀧保夫（1982年5月 - 1983年5月）
60. 柳井久義（1983年5月 - 1984年5月）
61. 山内正彌（1984年5月 - 1985年5月）
62. 猪瀬博（1985年5月 - 1986年5月）
63. 山口開生（1986年5月 - 1987年5月）
64. 西澤潤一（1987年5月 - 1988年5月）
65. 前田光治（1988年5月 - 1989年5月）
66. 池上文夫（1989年5月 - 1990年5月）
67. 熊谷信昭（1990年5月 - 1991年5月）
68. 岩崎昇三（1991年5月 - 1992年5月）
69. 末松安晴（1992年5月 - 1993年5月）
70. 大越孝敬（1993年5月 - 1994年5月）
71. 宮津純一郎（1994年5月 - 1995年5月）
72. 堀内和夫（1995年5月 - 1996年5月）
73. 辻井重男（1996年5月 - 1997年5月）
74. 金子尚志（1997年5月 - 1998年5月）
75. 長尾真（1998年5月 - 1999年5月）
76. 安田靖彦（1999年5月 - 2000年5月）
77. 青木利晴（2000年5月 - 2001年5月）
78. 内藤喜之（2001年5月 - 2002年5月）
79. 羽鳥光俊（2002年5月 - 2003年5月）
80. 伊賀健一（2003年5月 - 2004年5月）
81. 甘利俊一（2004年5月 - 2005年5月）
82. 齊藤忠夫（2005年5月 - 2006年5月）
83. 伊澤達夫（2006年5月 - 2007年5月）
84. 富永英義（2007年5月 - 2008年5月）
85. 宮原秀夫（2008年5月 - 2009年5月）
86. 青山友紀（2009年5月 - 2010年5月）
87. 津田俊隆（2010年5月 - 2011年5月）
88. 安田浩（2011年5月 - 2012年5月）
89. 吉田進（2012年5月 - 2013年5月）
90. 井上友二（2013年5月 - 2014年6月）
91. 酒井善則（2014年6月 - 2015年6月）
92. 小柴正則（2015年6月 - 2016年6月）
93. 佐藤健一（2016年6月 - 2017年6月）
94. 篠原弘道（2017年6月 - 2018年6月）
95. 安藤真（2018年6月 - 2019年6月）
96. 中沢正隆（2019年6月 - 2020年6月）
97. 笹瀬巌（2020年6月 - 2021年6月）
98. 石田亨（2021年7月 - 2022年6月）
99. 川添雄彦（2022年6月 - 2023年6月）
100. 森川博之（2023年6月 - 2024年6月）
101. 山中直明（2024年6月 - 2025年6月）
102. 植松友彦（2025年6月 - 2026年6月）

## フェロー
フェローとは、学会への貢献が大でかつ学問・技術または関連する事業に関して功績が認められる正員に贈られる称号で、2000年より選出がはじまった。2020年末で928名に贈呈されている。

## ソサイエティ
- 基礎・境界ソサイエティ
- NOLTAソサイエティ
- 通信ソサイエティ
- エレクトロニクスソサイエティ
- 情報・システムソサイエティ
- ヒューマンコミュニケーショングループ

## 研究会
- 基礎・境界ソサイエティ (A)
  - 回路とシステム (CAS)
  - 情報理論 (IT)
  - 信頼性 (R)
  - 超音波 (US)
  - 応用音響 (EA)
  - VLSI設計技術 (VLD)
  - 情報セキュリティ (ISEC)
  - 信号処理 (SIP)
  - ワイドバンドシステム (WBS)
  - システム数理と応用 (MSS)
  - 思考と言語 (TL)
  - 技術と社会･倫理 (SITE)
  - 安全性 (SSS)
  - ＩＴＳ (ITS)
  - スマートインフォメディアシステム (SIS)
  - イメージ・メディア・クオリティ (IMQ)
  - バイオメトリクス (BioX)
  - 高信頼制御通信 (RCC)
  - 安全・安心な生活とICT (ICTSSL)
  - 【第3種】技術の歴史
  - 【第3種】技術者教育と優良実践
  - 【特別】ハードウェアセキュリティ

- NOLTAソサイエティ (N)
  - 非線形問題 (NLP)
  - 複雑コミュニケーションサイエンス (CCS)

- 通信ソサイエティ (B)
  - アンテナ・伝播 (A・P）
  - 宇宙・航空エレクトロニクス (SANE)
  - 衛星通信 (SAT)
  - 環境電磁工学 (EMCJ)
  - ネットワークシステム (NS)
  - 情報ネットワーク (IN)
  - 通信方式 (CS)
  - 電子通信エネルギー技術 (EE)
  - 光通信システム (OCS)
  - 無線通信システム (RCS)
  - コミュニケーションクオリティ (CQ)
  - フォトニックネットワーク (PN)
  - 光ファイバ応用技術 (OFT)
  - 情報通信マネジメント (ICM)
  - モバイルネットワークとアプリケーション (MoNA)
  - インターネットアーキテクチャ (IA)
  - スマート無線 (SR)
  - 短距離無線通信 (SRW)
  - 知的環境とセンサネットワーク (ASN)
  - ヘルスケア・医療情報通信技術 (MICT)
  - 無線電力伝送 (WPT)
  - 【特別】ICT分野における国際標準化と技術イノベーション (SIIT)
  - 【特別】光通信インフラの飛躍的な高度化に関する (EXAT)
  - 【特別】ICTスマートグリッド技術 (ICT-SG)
  - 【特別】ネットワーク仮想化 (NV)
  - 【特別】情報ネットワーク科学 (NetSci)
  - 【特別】光応用電磁界計測 (PEM)
  - 【特別】情報指向ネットワーク技術 (ICN)

- エレクトロニクスソサイエティ (C)
  - 機構デバイス (EMD)
  - 磁気記録・情報ストレージ (MRIS)
  - 超電導エレクトロニクス (SCE)
  - 電子ディスプレイ (EID)
  - 電子デバイス (ED)
  - 電子部品・材料 (CPM)
  - 電磁界理論 (EMT)
  - シリコン材料・デバイス (SDM)
  - マイクロ波 (MW)
  - 集積回路 (ICD)
  - 有機エレクトロニクス (OME)
  - 光エレクトロニクス (OPE)
  - レーザ・量子エレクトロニクス (LQE)
  - エレクトロニクスシミュレーション (EST)
  - マイクロ波・ミリ波フォトニクス (MWP)
  - 【特別】集積光デバイスと応用技術 (IPDA)
  - 【特別】超高速光エレクトロニクス (UFO)
  - 【特別】量子情報技術 (QIT)
  - 【特別】テラヘルツ応用システム (THz)
  - 【特別】システムナノ技術 (SNT)
  - 【特別】ポリマー光回路 (POC)
  - 【特別】シリコンフォロニクス (SIPH)

- 情報・システムソサイエティ (D)
  - MEとバイオサイバネティック (MBE)
  - ライフインテリジェンスとオフィス情報システム (LOIS)
  - 画像工学 (IE)
  - 言語とコミュニケーション (NLC)
  - コンピュータシステム (CPSY)
  - コンピュテーション (COMP)
  - 人工知能と知識処理 (AI)
  - ソフトウェアサイエンス (SS)
  - データ工学 (DE)
  - パターン認識・メディア理解 (PRMU)
  - ディペンダブルコンピューティング (DC)
  - ニューロコンピューティング (NC)
  - 知能ソフトウェア工学 (KBSE)
  - 音声 (SP)
  - 教育工学 (ET)
  - 医用画像 (MI)
  - ソフトウェアインタプライズモデリング (SWIM)
  - リコンフィギャラブルシステム (RECONF)
  - 情報通信システムセキュリティ (ICSS)
  - 情報論的学習理論と機械学習 (IBISML)
  - マルチメディア情報ハイディング・エンリッチメント (EMM)
  - クラウドネットワークロボット (CNR)
  - サービスコンピューティング (SC)
  - 【特別】異文化コラボレーション (IC)
  - 【特別】サイバーワールド (CW)
  - 【特別】再生可能集積システム (RIS)
  - 【特別】減災情報システム (DRIS)
  - 【特別】汎光線時空間映像学時限 (PoTS)

- ヒューマンコミュニケーショングループ (H)
  - ヒューマンコミュニケーション基礎 (HCS)
  - ヒューマン情報処理 (HIP)
  - メディアエクスペリエンス・バーチャル環境基礎研究専門委員会 (MVE)
  - 福祉情報工学 (WIT)
  - 【第2種】発達障害支援 (ADD)
  - 【第2種】ヒューマンプローブ (HPB)
  - 【第2種】食メディア (CEA)
  - 【第2種】情報の認知と行動 (ICB)
  - 【第3種】ヴァーバル・ノンヴァーバル・コミュニケーション (VNV)
  - 【第3種】リアルタイムコミュニケーション言語 (LARC)